# المضيق (مكة المكرمة)
المضيق أو (وادي نخلة الشامية) قرية سعودية، في منطقة مكة المكرمة. تقع شمال شرق مكة المكرمة بمسافة (42) كم.

## التاريخ
في التاريخ والأثر، يسمى وادي نخلة الشامية، وفي بعض المصادر سمى وادي الليمون لكثرة أشجار الليمون فيه. في أعلاه «صنم العزى» المذكور تاريخياً، وفي أعلى الوادي ذات عرق وهي ميقات حجاج العراق ونجد وشماله الشرقي «العرجية» حيث انهزم جيش بختبنصر من قبل العرب عندما أتى بابل من العراق كما ذكر البيضاني في تفسيره، ويمر الوادي ببعض من محاربي حروب الفجار قبل الإسلام، وللعماليق آثار كثيرة بالوادي بعضها تحت بساتين الوادي مطمورة.

## عدد السكان
يبلغ عدد السكان في منطقة الدراسة -التي عرفت بأنها المنطقة التي تتبع إمارتي الزيماء والمضيق- 4267 نسمة يتوزعون على 56 قرية ومسمى سكاني و692 أسرة. ويبلغ عدد السكان الذين يتبعون مركز المضيق 460 نسمة و80 أسرة يتوزعون على 11 قرية ومسمى سكاني أما عدد السكان الذين يتبعون مركز إمارة الزيماء فيبلغ 3807 نسمة يتوزعون على 45 قرية ومسمى و612 أسرة.
ومن ضمن سكانها من هذيل محيا والحكمان وبني مسعود والمطارفه ويجاورهم الحرث الاشراف والقواسم